# Маловищани
Маловищани (на македонска литературна норма: Маловиштани) са жителите на арумънската (влашка) паланка Маловище, Северна Македония. Това е списък на най-известните от тях.

## Родени в Маловище
А — Б — В — Г — Д —
Е — Ж — З — И — Й —
К — Л — М — Н — О —
П — Р — С — Т — У —
Ф — Х — Ц — Ч — Ш —
Щ — Ю — Я

### А
- Александру Папакостя (1884 – 1925), румънски икономист и политолог

### Г
- Гаки Трифон Чомо (1837 - 1916), български търговец от арумънски произход,[1] станал като Гаки Трифонов един от софийските първенци от преди Освобождението и след него.[2][3]
- Георгиос Мулас (? - 1905), деец на гръцката въоръжена пропаганда в Македония[4]
- Георги Чупона (1930 – 2009), математик, академик
- Гушу Папакостя (1853 – 1912), румънски просветен деец

### Д
- Дору Белимаче (1910 – 1938), арумънски терорист на Желязната гвардия

### З
- Зографка Димитрова Наумова (14 февруари 1914 - ?), завършил в 1942 година богословие в Софийския университет[5]

### К
- Константин Белимаче (1848 – 1934), арумънски писател
- Константин Р. Костич (6 юни 1879 - 9 декември 1934, Панчево), сръбски военен, полковник[6]

### Н
- Николае Вело (1882 – 1924), румънски поет
- Николаос Филипидис, гръцки революционер

### С
- Симеон Чюмандра, румънски духовник, архимандрит
- Спиро Палигора (1855 - 1919), български търговец[7]
- Спиро Тасе, арестуван през септември 1903 година, обвинен в „присъединяване към българските комити“, осъден на 3 години затвор в крепост, заточен в Диарбекир, амнистиран с общата амнистия от 12 април 1904 година[8]
- Стефан Барджик (? – 1903), войвода на ВМОРО
- Стефан Нанов, български общественик

### Т
- Ташко Георгиев Трифонов (1872 - ?), завършил естествени науки в Женевския университет в 1892 година и медицина в Лиежкия в 1899 година[9]
- Ташко Х. Голи, български революционер от ВМОРО, четник на Александър Кошка[10]
- Ташко Христов, български революционер от ВМОРО, четник на Димитър Запрянов[11]

### Х
- Христо Атанасов, български опълченец, ІV опълченска дружина, умрял преди 1918 г.[12]

### Ч
- Чезар Папакостя (1886 – 1936), румънски писател и преводач

### Я
- Янко Мариовски (? – 1944), югославски партизанин